# Elias Kolega
Elias Kolega (ur. 23 maja 1996 w Monachium) – chorwacki narciarz alpejski, brązowy medalista mistrzostw świata juniorów.
Jego brat Samuel również jest narciarzem alpejskim.

## Kariera
Po raz pierwszy na arenie międzynarodowej Kolega pojawił się 24 listopada 2011 roku w Kaunertal, gdzie w zawodach juniorskich zajął 51. miejsce w slalomie. W 2014 roku wystartował na mistrzostwach świata juniorów w Jasnej, gdzie zajął 59. miejsce w gigancie i nie ukończył rywalizacji w slalomie. Jeszcze trzykrotnie startował na imprezach tego cyklu, największy sukces osiągając podczas mistrzostw świata juniorów w Soczi w 2016 roku. Zdobył tam brązowy medal w slalomie, ulegając jedynie swemu rodakowi Istokowi Rodešowi i Niemcowi Frederikowi Norysowi.
W zawodach Pucharu Świata zadebiutował 6 stycznia 2015 roku w Zagrzebiu, gdzie nie zakwalifikował się do drugiego przejazdu w slalomie. Pierwsze pucharowe punkty zdobył 14 stycznia 2018 roku w Wengen, gdzie w slalomie zajął 21. miejsce. W 2013 roku wystartował na mistrzostwach świata w Schladming, zajmując 69. miejsce w gigancie. Na rozgrywanych dwa lata później mistrzostwach świata w Vail/Beaver Creek w tej samej konkurencji zajął 42. pozycję. Na mistrzostwach świata w Sankt Moritz w 2017 roku wystąpił w dwóch konkurencjach, lecz bez sukcesów.
Uczestniczył na Zimowych Igrzyskach Olimpijskich 2018 w Pjongczangu. Uplasował się na 23. miejscu w slalomie. W 2019 roku startował na Mistrzostwach Świata 2019 w Åre. Najlepiej zaprezentował się w slalomie, gdzie zajął 21. pozycję.
W kwietniu 2022 r. zakończył karierę.

## Osiągnięcia

### Igrzyska olimpijskie
| Miejsce | Dzień     | Rok  | Miejscowość | Konkurencja | Czas biegu  | Strata  | Zwycięzca    |
| ------- | --------- | ---- | ----------- | ----------- | ----------- | ------- | ------------ |
| 23.     | 22 lutego | 2018 | Pjongczang  | Slalom      | 1:42,12 min | +3,13 s | André Myhrer |

### Mistrzostwa świata
| Miejsce | Dzień     | Rok  | Miejscowość       | Konkurencja | Czas biegu  | Strata   | Zwycięzca            |
| ------- | --------- | ---- | ----------------- | ----------- | ----------- | -------- | -------------------- |
| 69.     | 15 lutego | 2013 | Schladming        | Gigant      | 2:28,92 min | -        | Ted Ligety           |
| 42.     | 13 lutego | 2015 | Vail/Beaver Creek | Gigant      | 2:34,16 min | +11,51 s | Ted Ligety           |
| BDNF2   | 17 lutego | 2017 | Sankt Moritz      | Gigant      | -           | -        | Marcel Hirscher      |
| 60.     | 19 lutego | 2017 | Sankt Moritz      | Slalom      | 1:46,07 min | -        | Marcel Hirscher      |
| 37.     | 15 lutego | 2019 | Åre               | Gigant      | 2:31,87 min | +11,63 s | Henrik Kristoffersen |
| 21.     | 17 lutego | 2019 | Åre               | Slalom      | 2:08,42 min | +2,56 s  | Marcel Hirscher      |

### Mistrzostwa świata juniorów
| Miejsce | Dzień    | Rok  | Miejscowość | Konkurencja | Czas biegu  | Strata   | Zwycięzca            |
| ------- | -------- | ---- | ----------- | ----------- | ----------- | -------- | -------------------- |
| 59.     | 4 marca  | 2014 | Jasná       | Gigant      | 2:03,14 min | +12,51 s | Henrik Kristoffersen |
| DNF1    | 5 marca  | 2014 | Jasná       | Slalom      | 1:37,21 min | -        | Henrik Kristoffersen |
| 39.     | 8 marca  | 2015 | Hafjell     | Gigant      | 2:23,37 min | +9,13 s  | Henrik Kristoffersen |
| 26.     | 9 marca  | 2015 | Hafjell     | Slalom      | 1:37,55 min | +5,23 s  | Henrik Kristoffersen |
| 6.      | 3 marca  | 2016 | Soczi       | Gigant      | 2:14,32 min | +5,03 s  | Marco Odermatt       |
| 3.      | 5 marca  | 2016 | Soczi       | Slalom      | 1:36,84 min | +0,85 s  | Istok Rodeš          |
| 17.     | 13 marca | 2017 | Åre         | Gigant      | 2:28,33 min | +3,10 s  | Loïc Meillard        |
| 9.      | 14 marca | 2017 | Åre         | Slalom      | 1:38,90 min | +1,26 s  | Adrian Pertl         |

### Puchar Świata

#### Miejsca w klasyfikacji generalnej
- sezon 2014/2015: -
- sezon 2016/2017: -
- sezon 2017/2018: 141.

#### Miejsca na podium
Kolega nie stawał na podium zawodów PŚ.